# Shapotou
Shapotou är ett stadsdistrikt och säte för stadsfullmäktige i Zhongwei i den autonoma regionen Ningxia i nordvästra Kina.